# گلوگنیتس
گلوگنیتس (به آلمانی: Gloggnitz) یک شهر در اتریش است که در ناحیه نوین‌کیرشن واقع شده‌است. گلوگنیتس ۶٬۱۵۹ نفر جمعیت دارد.